# Општина Драгушени (Ботошани)
Драгушени (рум. Drăguşeni) општина је у Румунији у округу Ботошани.
Oпштина се налази на надморској висини од 189 m.